# Bogusław Frańczuk

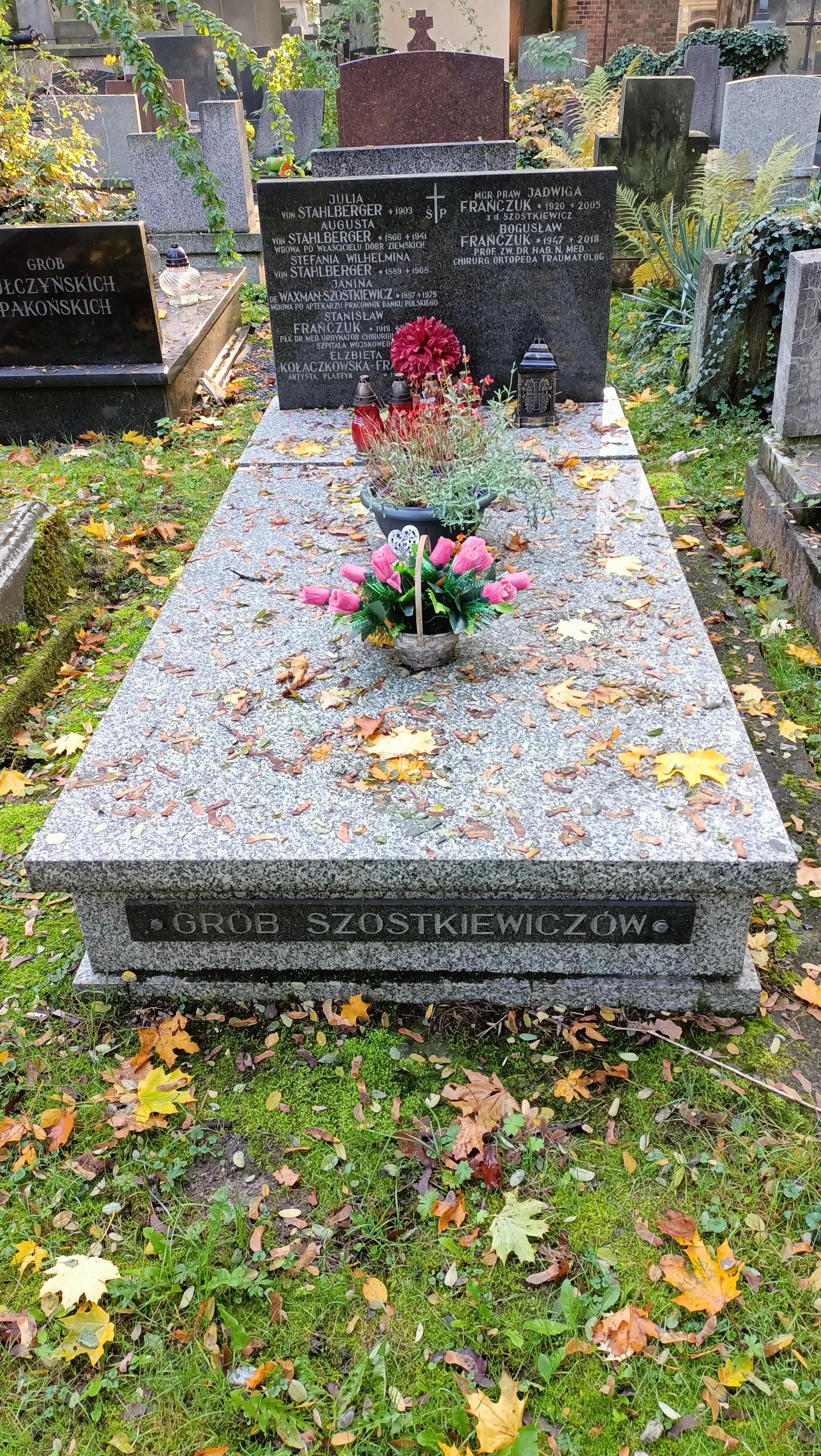
Grób Bogusława Frańczuka na Cmentarzu Rakowickim w Krakowie

Bogusław Frańczuk (ur. 24 maja 1947 w Krakowie, zm. 4 czerwca 2018) – polski specjalista w zakresie chirurgii ortopedyczno-urazowej, prof. dr hab.

## Życiorys
W 1972 ukończył studia medyczne na Wydziale Lekarskim w Akademii Medycznej im. Mikołaja Kopernika w Krakowie. 15 kwietnia 1994 uzyskał habilitację na podstawie rozprawy zatytułowanej Badanie metod leczenia operacyjnego złamań krętarzowych kości udowej z zastosowaniem do zespolenia kości płytek kątowych oraz nowo wprowadzonych do leczenia gwoździ śródszpikowych na podstawie badań klinicznych i doświadczalnych, a 20 maja 2005 otrzymał tytuł naukowy profesora nauk medycznych.
Od 1998 do 2002 pełnił funkcję sekretarza generalnego w Zarządzie Stowarzyszenia Dyrektorów Szpitali Polskich afiliowanego przy Unii Europejskiej w Brukseli, a także był członkiem Wydziału VI - Nauk Medycznych; Komitetu Rehabilitacji, Kultury Fizycznej i Integracji Społecznej Polskiej Akademii Nauk, New York Academy of Science i American Association for the Advancement of Science.

## Odznaczenia i wyróżnienia
- Srebrny Krzyż Zasługi[1]
- Złoty Krzyż Zasługi[1]
- Złota Odznaka „ Za Pracę Społeczną dla Miasta Krakowa”[1]
- Copernicus Prize[1]
- nagroda Rektora UJK[1]
- Medal UJ[1]
- Medal Towarzystwa Walki z Kalectwem[1]
- Złota Odznaka Polskiego Towarzystwa Fizjoterapii[1]
- Krzyż Kawalerski Orderu Odrodzenia Polski[1]
- Odznaka Prezydenta Krakowa „Honoris Gratia”[1]
- Krzyż Komandorski Orderu Św. Stanisława[1]